# 恩鍾
恩鍾（1847年—？），字丙南，号毓亭，刘氏，盛京漢軍鑲藍旗人，清朝政治人物、同進士出身。
光緒九年（1883年），参加癸未科殿試，登進士三甲160名。同年五月，著交吏部掣签分发各省，以知县即用。